# Valami boszorkányság (Bűbájos boszorkák)
A Valami boszorkányság a Bűbájos boszorkák (Charmed) c. filmsorozat 156. epizódja, 7. évad 22. része. Elsőként 2005. május 22-én vetítette a The WB adó.

## Cselekmény
Zankou megszerezte az Árnyak Könyvét, és a házat is. A bűbájosok a Varázsiskolába menekültek, és megpróbálják elterelni Zankou figyelmét a Nexus-ról. Egyre jobban felidegesítik, míg Zankou megszerzi Phoebe és Piper erejét is. Ezalatt Sheridan felügyelő bejut a Halliwell házba, de Zankou megöli. A végső csatában a bűbájosok visszanyerik az Árnyak Könyvét, és elpusztítják Zankou-t a Nexus-sal együtt. Így két legyet ütöttek egy csapásra. A ház pincéje felrobban. A kommandósok betörnek, és azt vonják le következtetésként, hogy a Halliwell lányok meghaltak. Az epizód végén kiderül, hogy nem, csak asztrális kivetítésben mondták el az igézetet, így mostantól alteregókban fognak élni, miközben a démonok és a nemzetbiztonság is azt hiszi, hogy meghaltak.

## Epizódok más nyelven
- angol: Something Wicca This Way Goes (Ég veletek lányok!)
- német: Macht oder Leben (Varázserőt vagy életet)
- olasz: La fine della magia (A varázslat vége)
- francia: Derniers Maux 2 (Az utolsó gonosz 2)

## Apróságok
- Eredetileg ez az epizód lett volna a sorozatfinálé, de végül az utolsó percben közölte a THE WB csatorna, hogy akarnak még egy nyolcadik évadot is, ezért olyan részt készítettek, ami évadfinálé és sorozatfinálé is egyben.
- Ebben a részben meghal: Zankou és Sheridan felügyelő is.
- A Nexus elpusztul ebben a részben.
- Ez Darryl (Dorian Gregory) utolsó epizódja.
- Alternatív magyar címe: Egy kis boszorkányság.
- Ez az egyetlen olyan epizódcím, ami a sorozaton belülre utal vissza.